# 2n Congrés Nacional del Partit Comunista de la Xina
El 2n Congrés Nacional del Partit Comunista Xinès va ser un Congrés del Partit Comunista Xinès (PCX) que es va celebrar a Xangai entre el 16 i el 23 de juliol de 1922. Es va celebrar a casa del filòsof Li Da, a la Concessió Internacional de Xangai. Al congrés hi van assistir 12 persones en representació dels 195 membres del partit. El va succeir el 3r Congrés Nacional del Partit Comunista Xinès.

## Participants
Durant el 6è Congrés Nacional del Partit celebrat a Moscou l'any 1928, es van llistar els 12 convidats al 2n Congrés: Chen Duxiu, Zhang Guotao, Li Da, Yang Mingzhai, Luo Zhanglong, Wang Jinmei, Xu Baihao, Mao Zedong, Cai Hesen, Tan Pingshan, Li Zhenying i Shi Cuntong.
Aquesta llista, però, només indicava els representants del congrés i no incloïa els membres reals que van assistir al congrés. Mao Zedong, per exemple, va rebre la notificació per assistir al congrés, però no hi va anar. A la "Història del partit comunista xinès" publicada pel Centre de Recerca del PCX, s'afirmava l'ambigüitat de l'assistència de Mao.
En una entrevista del periodista estatunidenc Edgar Snow, publicada al seu llibre Red Star Over China, Mao va admetre la seva absència al congrés a causa d'una mala comunicació.

## Importància del Congrés
El congrés aprovar la Constitució del Partit Comunista Xinès entre diverses altres resolucions:
- Declaració del Segon Congrés Nacional del Partit Comunista Xinès
- Resolució del PCX sobre l'imperialisme i els esdeveniments mundials
- Resolució sobre l'adhesió a la Internacional Comunista
- Resolució del Front Unit de la Democràcia
- Resolució sobre el Moviment Sindical i el Partit Comunista
- Resolució sobre el Moviment Joventuts Comunistes
- Resolució sobre el Moviment de la Dona
- Resolució sobre la Constitució del Partit Comunista.[3]

La Declaració del congrés afirmava que el PCX era una branca de la Komintern i va aprovar-ne la seva adhesió, un gir dràstic respecte l'ocurregut durant el primer congrés on es va declarar que Komintern havia de convertir-se en un aliat del PCX. Aquesta alineació afectaria posteriorment al desenvolupament del PCX en els seus primers anys.